# Frank Vanoli
Frank Vanoli (Bergamo, 2 marzo 1972) è un disc jockey, produttore discografico e conduttore radiofonico italiano.
È conosciuto principalmente per il suo primo disco After Dark del genere Trance music prodotto nel 1995 e Next Form del genere Hard trance prodotto nel 2002.

## Biografia
Nasce a Bergamo il 2 marzo 1972 ed è in questa città che nel 1990, dopo aver dedicato la sua giovinezza allo studio del pianoforte e dell'organo, inizia la sua attività di dj in una emittente radiofonica locale: Radio Studio 54.
Il programma radiofonico da lui condotto "Dance Attack" nel 1995 aiuta il nord d'Italia alla svolta, seppur breve ma radicale, dall'abbandono della house per un nuovo genere musicale: la Dream\Progressive (musica dance dove la melodia fa da padrona sul resto dell'arrangiamento con un bpm di 136). 
Nel 1996 con il suo primo disco dal titolo "After Dark" su etichetta Subway Records entra a far parte dei dj's produttori italiani più apprezzati.
Nello stesso anno continua con altre produzioni che segneranno la storia del genere progressive tra le quali "E.S.P.", "Escape from a dream", "The Lost World" e "The Shock".
Ritornando di moda in Italia la Musica house, alla fine del 1997, continua la strada intrapresa e si dedica ad un altro genere di importazione europea: la Trance (musica) e Hard trance  producendo nel 2002 Next Form.
Il locale che lo vede protagonista per 2 stagioni alla consolle è il "Dylan" di Coccaglio (BS), vero e proprio tempio della dream e della progressive tra il 1995 e il 1997.
Nel 2000 fonda la sua etichetta discografica: Danger Zone Records, dedicandosi alla Techno\Trance.
Oltre alle sue produzioni appare anche su remix di un brano di Emmanuel Top e Dj Snowman.
Dopo una lunga pausa, durata più di dieci anni nel 2015 Frank Vanoli ritorna con nuove produzioni e progetti musicali, Vanoli Experience, Vanoli Music e Blackbeard Project.

## Discografia

### Album in studio
- 1996 the beginning of everything (20th anniversary remastered edition) (2016)
- Dance Attack (The Sound of Trance) (2016)
- Techno Lovers (2017)

### Singoli
- After Dark (1995)
- The Lost World / The Shock  (1996)
- Black Jack / Random  (1996)
- E.S.P. - Escape From A Dream  (1996)
- Next Form - Don't You  (2002)
- Micron / Ultra C  (2003)
- Lunar (2015) come Vanoli Experience
- Tb-Reborn (2015) come Vanoli Experience
- After Dark 20th Anniversary Edition (2015)
- Super 8 (2016) come Vanoli Experience
- Future ii Mine (2016)
- Game Over (2016)  come Vanoli Experience
- Undressed (2016)
- Track of trance (2016)
- Dreaming (2016)
- Mustache (2016) come Blackbeard Project
- Hexagon (2016) come Vanoli Experience
- Cats in Love (2016) come Blackbeard Project
- Stardust (2016)
- The Brave (2017)  come Vanoli Experience
- The Bottle (2017) come Blackbeard Project
- Mono (2017) come Vanoli Music
- Pollution (2017) come Vanoli Music
- Not Found (2017) come Blackbeard Project
- Log Out (2017) come Vanoli Music
- Rosetta (2017)
- Voyager (2017) come Blackbeard Project
- Astronaut (2017) come Vanoli Music
- Have a nice day (2017)  come Vanoli Experience
- Follow Me (2017)
- Dress Code (2018) come Vanoli Music
- Nostalgia

### Remixes
- Ong-Diggi-Dong?
- Euterpe
- Peggy
- Emmanuel Top - Rubicon
- ...And Then They Start To Dance
- Gigi Lav - Trance Essence